# Kapuzinerartige
Die Kapuzinerartigen (Cebidae) sind eine Primatenfamilie aus der Gruppe der Neuweltaffen (Platyrrhini) innerhalb der Trockennasenaffen. Die Familie hat eine bewegte taxonomische Geschichte, in der hier verwendeten Form umfasst sie drei Gattungen, die Ungehaubten Kapuziner (Cebus), die Gehaubten Kapuziner (Sapajus) und die Totenkopfaffen (Saimiri) mit insgesamt etwa 30 Arten. Manchmal werden auch die Krallenaffen als Unterfamilie zu den Kapuzinerartigen gerechnet.

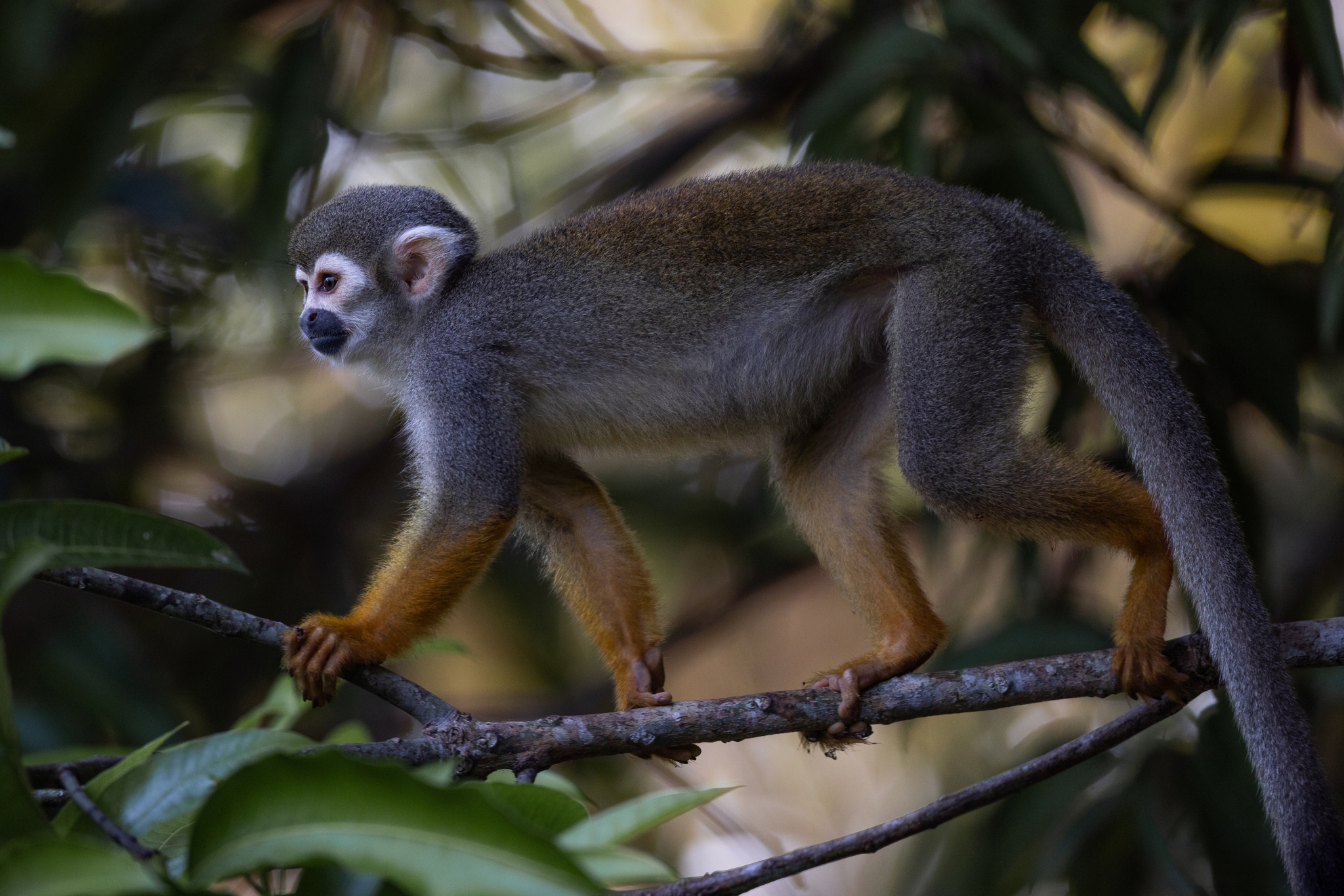
Guyana-Totenkopfaffe (Saimiri sciureus)

## Beschreibung
Die beiden Gattungen gleichen einander in den Zahnproportionen und im Schädelbau, ähneln sich äußerlich aber nur wenig. Sie erreichen eine Kopfrumpflänge von 25 bis 55 Zentimeter, wobei der Schwanz ebenso lang wird. Totenkopfaffen erreichen 0,7 bis 1,1 Kilogramm, während Kapuzineraffen 2 bis 4 Kilogramm auf die Waage bringen. Ihr Fell ist kurz und dicht, es ist meist schwarz, braun oder grau, manchmal auch kontrastierend gefärbt. Der Rumpf ist langgestreckt, der lange Schwanz ist bedingt greiffähig (bei den Totenkopfaffen allerdings nur bei den Jungtieren), allerdings nicht mit einem unbehaarten Tastfeld versehen wie bei den Klammerschwanzaffen. Die Finger und Zehen sind stets mit Nägeln versehen.
Der Kopf ist rundlich, die Schnauze ist kurz, die Augen stehen eng beisammen. Die Zahnformel lautet wie bei den meisten Neuweltaffen I2 C1 P3 M3, insgesamt haben sie also 36 Zähne.

## Verbreitung und Lebensraum
Kapuzinerartige leben auf dem amerikanischen Kontinent. Ihr Verbreitungsgebiet erstreckt sich von Mittelamerika (Honduras) über das Amazonasbecken bis in das mittlere Bolivien und das südöstliche Brasilien. Ihr Lebensraum sind Wälder, wobei sie in verschiedensten Waldtypen vorkommen können.
Gleichfalls zu den Kapuzinerartigen gestellt wurde die fossil durch einige Zähne belegte Gattung Panamacebus, die vor 20,9 Millionen Jahren im Gebiet des heutigen Panama vorkam.

## Lebensweise
Die Kapuzinerartigen sind tagaktive Baumbewohner. Sie sind ausgezeichnete Kletterer und bewegen sich in den Bäumen meist auf allen vieren fort. Gelegentlich kommen sie auf den Boden.

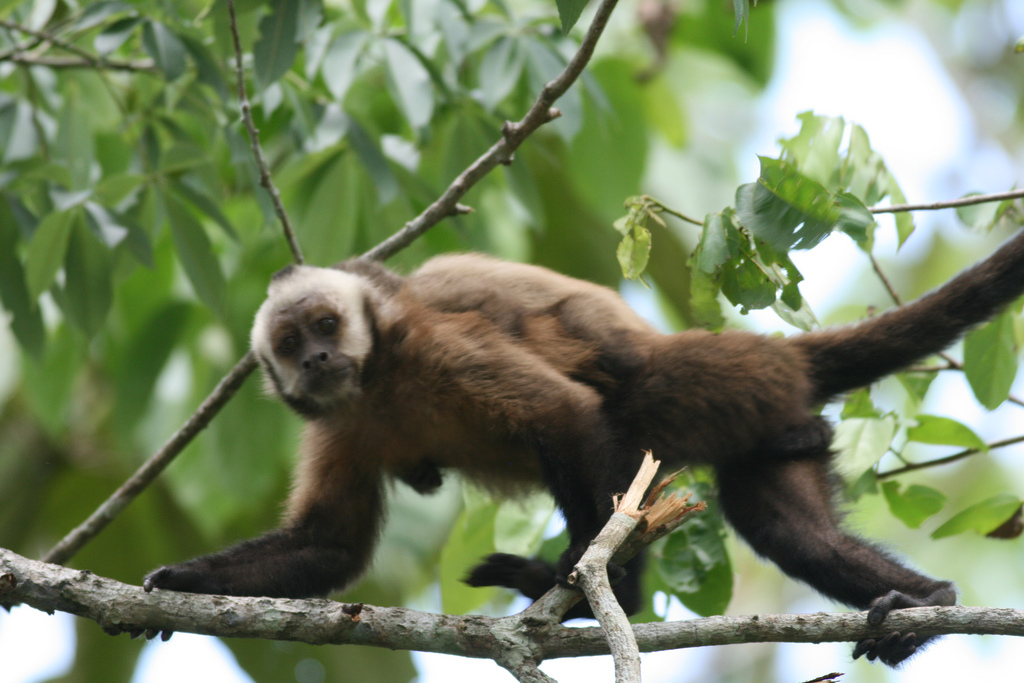
Gehaubter Kapuziner (Sapajus apella)

Kapuzinerartige leben in Gruppen von 8 bis 100 Tieren, die Gruppen bestehen aus mehreren Männchen und Weibchen sowie den gemeinsamen Jungtieren. Beide Geschlechter entwickeln meist eine Rangordnung. Während Kapuzineraffengruppen von einem dominanten Männchen angeführt werden, beherrschen bei den Totenkopfaffen eher die Weibchen die Gruppe und drängen die Männchen an den Rand. Die Gruppenmitglieder kommunizieren mit zahlreichen Lauten.
Kapuzinerartige sind Allesfresser. Sie ernähren sich von Früchten und anderen Pflanzenteilen wie Samen, Blättern und Knospen, aber auch von Insekten und anderen Kleintieren, manchmal auch von kleinen Wirbeltieren und Eiern.
Nach einer 150- bis 180-tägigen Tragzeit bringt das Weibchen ein einzelnes Jungtier zur Welt. Die Väter beteiligen sich kaum an der Jungenaufzucht, allerdings häufig andere Weibchen aus der Gruppe.

## Systematik

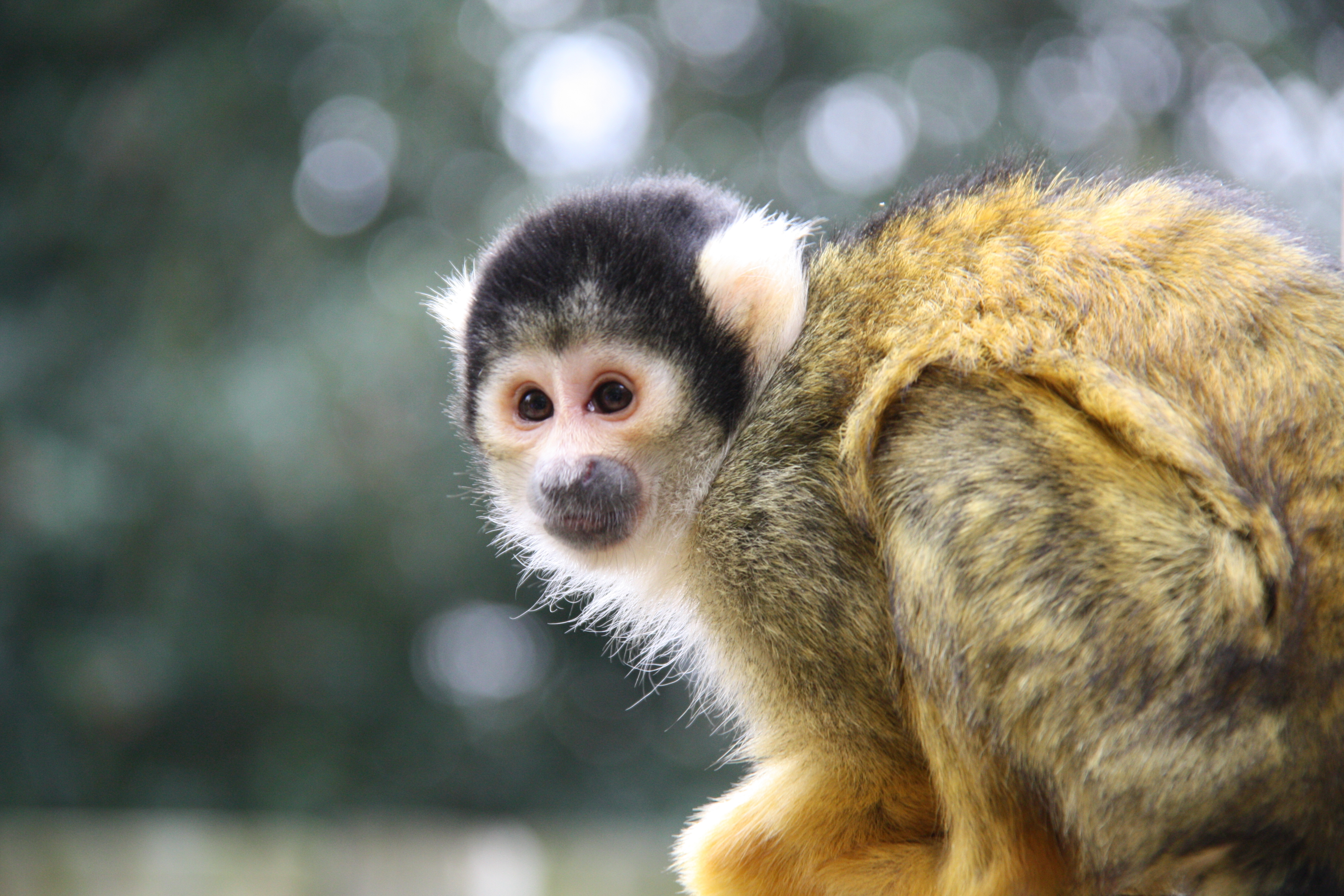
Bolivianischer Totenkopfaffe (Saimiri boliviensis)

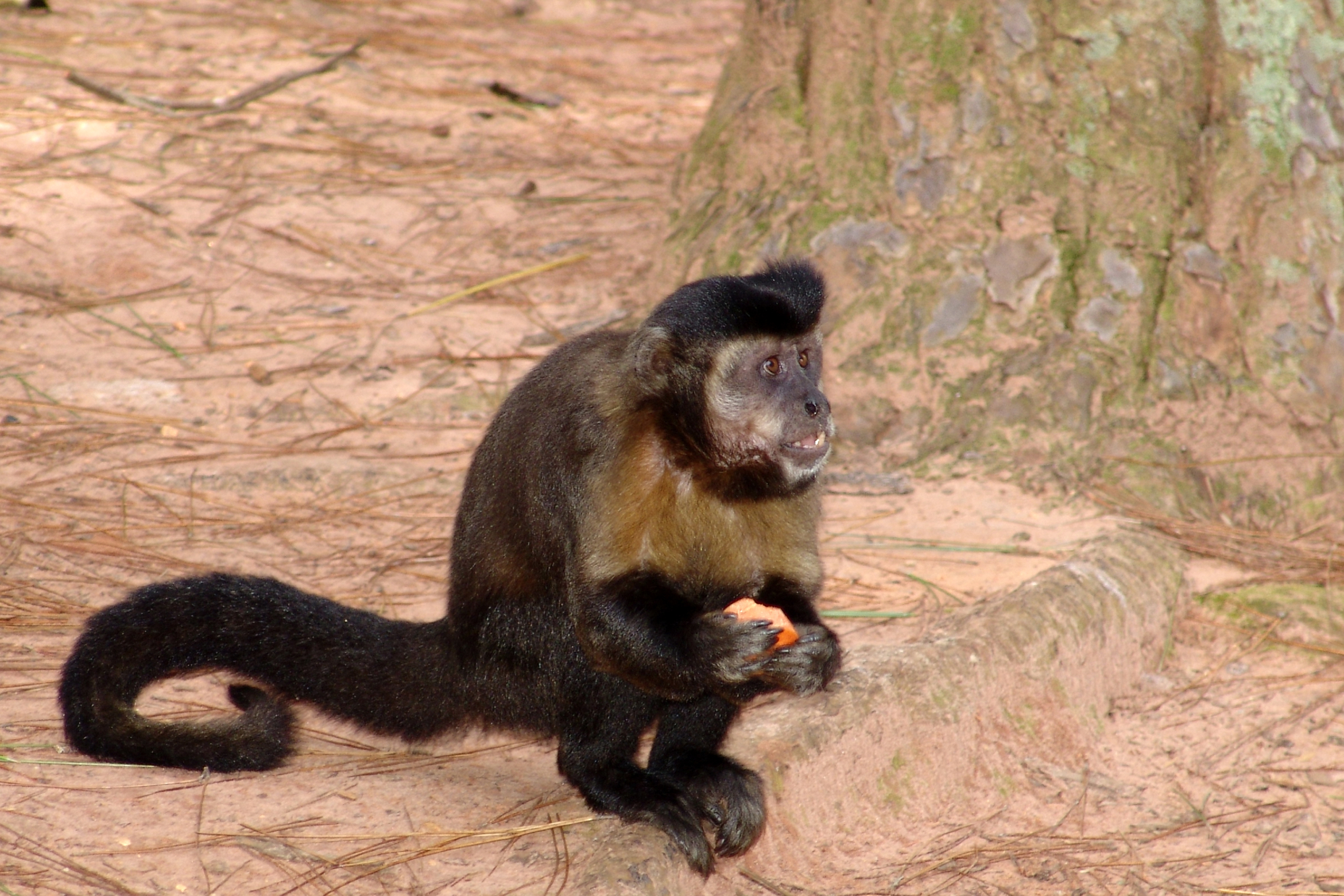
Schwarzer Kapuziner (Sapajus nigritus)

Früher wurden alle Neuweltaffen, die nicht zu den Krallenaffen gezählt wurden, in die Familie der Kapuzinerartigen eingegliedert. Genauere Untersuchungen haben jedoch ergeben, dass diese Gruppe paraphyletisch war, das heißt, dass einige Vertreter näher mit den Krallenaffen als untereinander verwandt sind. Die Klammerschwanzaffen (Atelidae) und die Sakiaffen (Pitheciidae) sind heute als eigenständige Familien anerkannt.
Näher mit den Kapuziner- und den Totenkopfaffen sind die Nachtaffen (Aotidae) und Krallenaffen (Callitrichidae) verwandt, all diese Gattungen dürften eine gemeinsame Abstammungslinie bilden. 
- Kapuzinerartige (Cebidae)
  - Unterfamilie Kapuzineraffen (Cebinae)
    - Gattung Ungehaubte Kapuziner (Cebus)
    - Gattung Gehaubte Kapuziner (Sapajus)

  - Unterfamilie Saimiriinae
    - Gattung Totenkopfaffen (Saimiri)